# TT10
| p · n | b | w | i | i |

| p · n | b | w | i | i |

| D28 · Z1 | Aa18 · Z1 |

| D28 · Z1 | Aa18 · Z1 |

A TT10-es thébai sír Dejr el-Medinában a Nílus nyugati partján a mai Luxorral szemben található. Ez a temetkezési hely az Az Igazság Helyének szolgálója, Penbuy egy XIX. dinasztia alatt élt mesterember számára  készült, amit Kaszával osztott meg, aki valószínűleg a fia volt, amint erről egy torinói sztélé (No. 50037) beszámol.